# Bộ tộc Awá

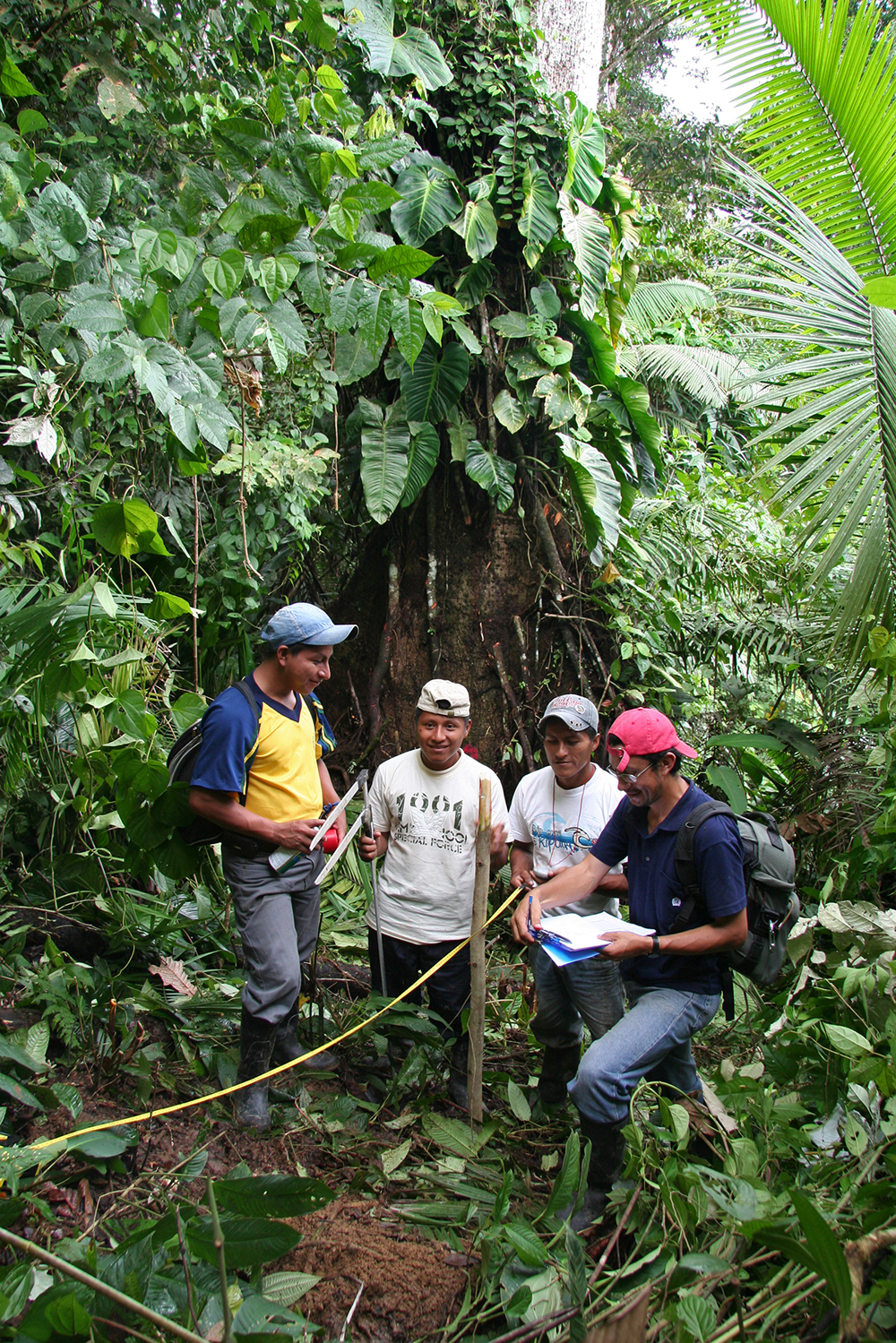
Một người Awa làm hướng dẫn viên

Bộ tộc Awá hay bộ lạc Awá là một bộ tộc người da đỏ bản địa sinh sống tại lưu vực sông Amazon của Brasil. Đây là một trong những bộ tộc du mục cuối cùng ở Amazon đang phải đối mặt với nguy cơ tuyệt chủng cho nạn khai thác rừng, đốn gỗ và di dân chiếm đất bất hợp pháp.

## Đời sống

### Số dân
Bộ tộc Awá, hiếm khi được nhìn thấy tại khu vực Amazon của Brasil, được phát hiện lần đầu vào giữa những năm 1970. Hiện bộ tộc có khoảng 335 đến 360 người liên lạc được với thế giới bên ngoài và khoảng 60-100 người được tin là đang ẩn náu trong các khu rừng. Họ sống ở sông Amazon dọc theo biên giới Brazil - Peru.

### Đời sống

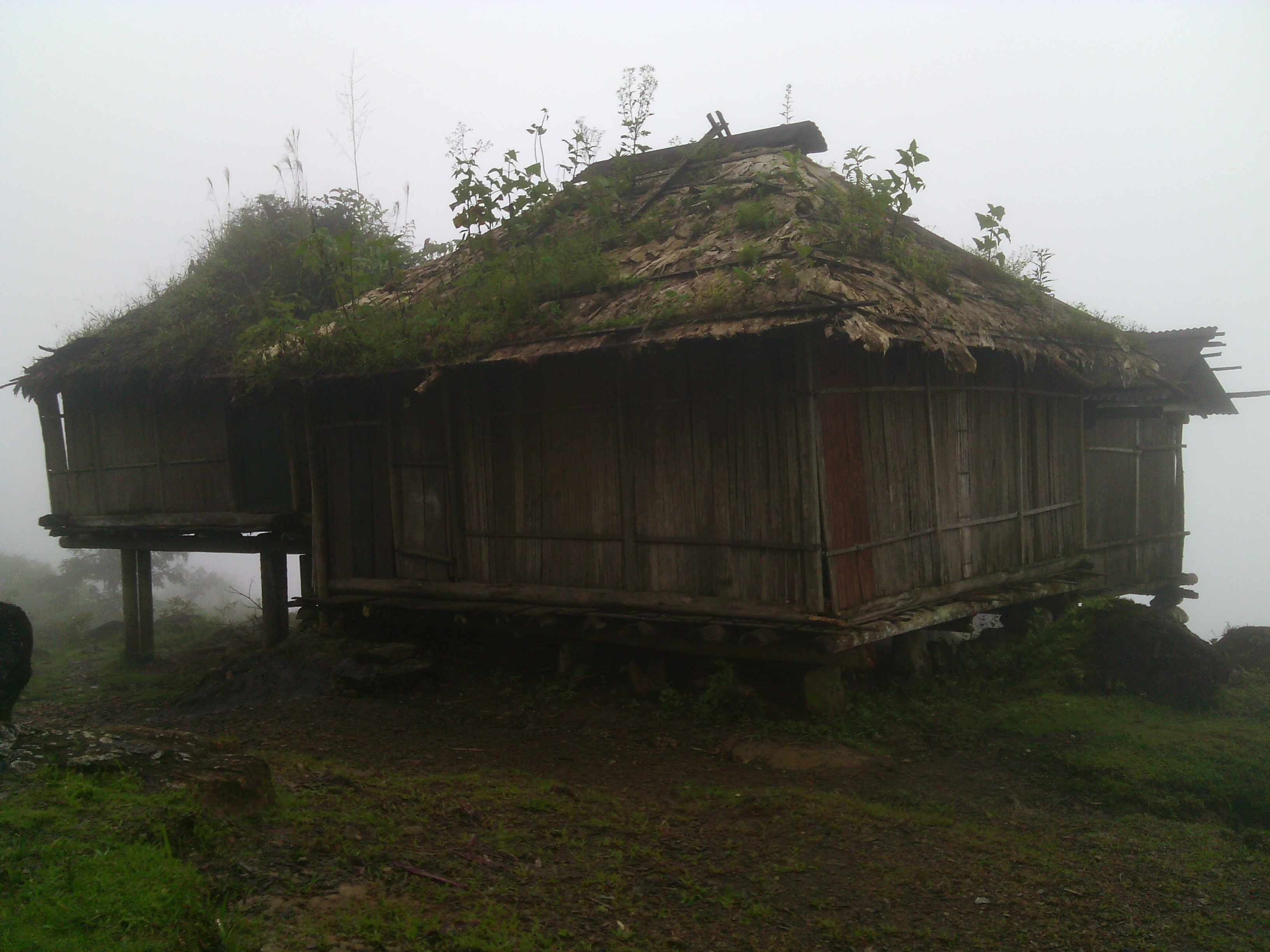
Một ngôi nhà của người Awa

Người Awá đánh bắt cá trong những dòng suối trên mảnh đất của mình và họ rất thích món thịt rùa. Đàn ông Awá là những tay thợ săn lành nghề và lão luyện, họ tự làm lấy mũi tên, cung tên cho mình với những chiếc cung và mũi tên tự chế. Người dân bộ tộc Awá sống chủ yếu dựa vào rừng do tập quán săn bắt và hái lượm khiến cuộc sống của người Awá phụ thuộc rất nhiều vào rừng xanh. Những bà mẹ người Awá địu con trên một tấm vải vắt ngang người, trước đây làm từ sợi cây cọ và nay là bằng vải. Một số người già sống trong một căn lều lợp bằng lá dừa cùng với những con thú cưng, hằng ngày, họ vẫn vào rừng để kiếm thức ăn. Trẻ em thường tới tắm và chơi đùa ở những con lạch.

### Thể chất
Do sống biệt lập và không tiếp xúc với thế giới văn minh, cơ thể của người Awá rất nhạy cảm với những loại bệnh của thế giới bên ngoài. Một con số thống kê cho thấy, khoảng 50% những người tiếp xúc với thế giới bên ngoài đã chết trong vòng một năm do thiếu miễn dịch đối với các loại bệnh lạ.

## Nguy cơ biến mất
Bộ tộc này được xem là bộ tộc bị đe dọa nhất thế giới khi những đối tượng xâm chiếm bất hợp pháp, chủ trang trại và những người di cư tới chiếm đất vài khai thác gỗ bất hợp pháp trên mảnh đất của họ. Bi kịch diệt chủng của cả bộ tộc này bắt đầu khi những người được mệnh danh là văn minh xuất hiện và xây dựng các khu định cư bất hợp pháp, khai thác gỗ.
Người dân từ các vùng khác đổ xô đến vùng đất của người Awá, xây dựng các khu định cư bất hợp pháp và các trại chăn nuôi gia súc. Sau đó, họ thuê các tay súng tàn sát những người trong bộ tộc Awá dám đứng lên bảo vệ vùng đất nơi mình sinh sống. Nhiều người Awá thậm chí tận mắt nhìn thấy gia đình mình bị xóa sổ một cách thảm khốc.

## Nỗ lực bảo vệ
Nhóm luật sư Survival International đang thực hiện một chiến dịch với hy vọng cứu bộ tộc này khỏi những kẻ xâm lấn đất. Fiona Watson, giám đốc Survival International cho rằng "Khi những khu rừng bị phá hủy, họ cũng sẽ biến mất hoặc chết"
Colin Firth đã cho ra mắt một phim tài liệu ngắn về một bộ tộc đang đứng bên bờ diệt chủng. Bộ phim tái hiện mối quan hệ khăng khít giữa 355 người còn sót lại của bộ lạc Awá và rừng rậm Amazon huyền bí với những cảnh leo trèo, hái lượm, trẻ em vui đùa với thú rừng, phụ nữ vắt từng giọt sữa tươi để nuôi sống chú khỉ con... Bộ phim là một phần trong chiến dịch mang tên Bộ tộc bị đe dọa nghiêm trọng nhất trên thế giới nhằm kêu gọi Chính phủ Brasil hành động đế cứu lấy tộc người này.